# Косєй-Мару (8282)
Косєй-Мару (Kosei Maru) — судно, яке взяло участь у операціях японських збройних сил на Філіппінах, у Індонезії та на Каролінських островах.

## Початок історії судна
Судно заклали як SS Narenta на британській верфі Workman, Clark & Co. Ltd у Белфасті за програмою поповнення торгового флоту в часи Першої світової війни. Втім, воно стало до ладу вже після завершення бойових дій у 1919-му, після чого використовувалось компанією Royal Mail Steam Packet як судно-рефрижератор.
У 1939 році судно придбала японська Nippon Suisan, яка перейменувала його на Косєй-Мару та призначила для підтримки риболовних операцій у північних та антарктичних водах.
1 вересня 1941-го судно реквізували для потреб Імперського флоту Японії. З 20 вересня по 10 жовтня Косєй-Мару пройшло певне переобладнання на верфі Osaka Iron Works.

## Служба на Філіппінах та в Індонезії
1 січня 1942-го Косєй-Мару вирушило у складі конвою з Такао (наразі Гаосюн на Тайвані) та 8 січня прибуло до порту Давао на південному узбережжі філіппінського острова Мінданао (японський десант висадився тут ще 20 грудня). До 6 лютого воно несло тут службу, постачаючи інші кораблі продовольством, 13 лютого повернулось до Такао, а потім пройшло до Японії.
27 лютого 1942-го Косєй-Мару вирушило в рейс до Нідерландської Ост-Індії, де щонайменше до 8 квітня працювало в порту Макассар (південно-західний півострів острова Целебес). Наприкінці квітня судно перебувало в Такао, а 14 травня було повернуте цивільним власникам (з грудня 1942-го Косєй-Мару належало компанії Teikoku Suisan Tosei).

## Рейс на Трук
8 березня 1943-го судно знову реквізували для Імперського флоту. 29 березня воно вирушило з Куре в рейс до атола Трук у центральній частині Каролінських островів (тут ще до війни створили потужну базу японського ВМФ, з якої до лютого 1944-го провадились операції в цілому ряді архіпелагів).
7 квітня 1943-го в районі за п'ять з половиною сотень кілометрів на північний захід від Труку в «Косєй-Мару» влучили дві торпеди, випущені з підводного човна USS Tunny, загинуло 4 члени екіпажу. Судно не затонуло та дочекалось підходу на допомогу легкого крейсера «Нагара», який узяв його на буксир. Втім, 9 квітня «Косєй-Мару» все-таки пішло на дно в районі за чотири десятки кілометрів від місця атаки.